# Ételmentők
Az Ételmentők (The Big Food Rescue, később Food Savers) 2016-ban bemutatott ötrészes brit dokumentumfilm-sorozat David Cairns és Robin Aitken ételbank ötletének megvalósulásáról eredetileg Oxfordban, majd a módszer elterjesztéséről Nagy-Britanniában, valamint a kérdéskör szociális, gazdasági és környezetvédelmi oldaláról.

## Tartalom
David Cairns és Robin Aitken sok évvel ezelőtt figyelt fel Nagy-Britanniában a szegénység, nélkülözés, éhezés mellett párhuzamosan tapasztalható, elképesztő méreteket öltő élelmiszer pazarlásra. Azt tapasztalták továbbá, hogy a különféle nagykereskedők, szupermarketek hajlandóak lennének a kidobásra szánt, de fogyasztásra alkalmas élelmiszereket átadni a különféle jótékonysági és segélyszervezeteknek, hiszen ezzel valójában nem vesztenek potenciális vásárlókat, profitot. Sőt, a szemét mennyisége után fizetniük kell, így ez a költségük még csökkenne is.
A pazarlásnak mindemellett komoly környezetvédelmi következményei vannak: nemcsak a szemétbe kerülő élelmiszerek és csomagolóanyagok vonatkozásában közvetlenül, hanem a szemétbe kerülő felesleg előállítása során keletkező hulladékok kapcsán is. Például az állattenyésztés során is rengeteg környezetkárosító hulladék keletkezik, ami részben szintén elkerülhető lehetne. A kidobott zöldség- és gyümölcsfelesleg megtermelése során is rengeteg növényvédőszer, üzemanyag stb. kerül felhasználásra, így ezek alkalmazása is megspórolható lenne. Az elriasztó számokból az derül ki, hogy akár a fele is.
Az általuk kialakított ételbank modellben korábbi egysíkú száraz és konzervélelmiszereken kívül nagy gondot fordítanak arra, hogy a kínálat tartalmazzon friss zöldséget, gyümölcsöt, húst is. A rászorulók egyik nagyon súlyos gondja ugyanis, hogy az egysíkú étkezéstől hosszútávon különféle betegségeket kapnak, sőt olyan rég elfeledett betegségek is visszatértek, mint az angolkór és a skorbut.
David és Robin először Oxforban kezdték el közvetítőként összehozni az adományozókat a rászorulókkal. A nagykereskedőket, szupermarketeket a különféle jótékonysági és segélyszervezetekkel, ingyenkonyhákkal. A program így egyszerre küzd az élelmiszer-pazarlás és az éhezés ellen.
A programok pénzügyi támogatását a Felix Alapítvány végzi. Alapítója, vezetője, Justin Wayen Show agyvelőgyulladásban elhunyt 14 éves fia, Felix emlékére hozta létre az alapítványt, aki sportsikerei mellett sokat foglalkozott a társadalmi problémák megoldási lehetőségeivel is. Az Oxford program sikere nyomán David és Robin a programot Londonban folytatta Felix program (Felix project) néven.
Távolabbi céljuk, hogy ételbank-rendszerüket elterjesszék az Egyesült Királyság összes városában. És sikerük nyomán máris akadnak követőik Nagy-Britannia nagyvárosaiban és kisebb településein egyaránt. Kezdeményezésük nyomán vagy attól függetlenül számos egyéb érdekes kezdeményezés is született az ételpazarlás elkerülésére, illetve a nyomorenyhítésre. Ezektől eltérő egyéni kezdeményezések például egyes éttermek hulladék nélküli működésre adott vállalása, vagy a maradék árú, konkrétan például cukrászsütemények kedvezményes árusítása internetes alkalmazás segítségével és egyebek.

## Állandó szereplők
- Michelle Ackerley (Kocsis Mariann) narrátor
- David Cairns
- Robin Aitken

### alkalmi megszólalók
- Jude Carroll, Oxford Ételbank
- Mike Newell egészségügyi ellenőr
- Mike Hirons, igazgató, Roots, Oxford
- Olivia Davies, igazgató, Trax
- Kieren, szakács tanuló a Trax-nél
- Misak Ohanian a CAIA, az Örmény Segélyszervezet vezetője
- Dot Tiwari a Sufra Ételbank és Konyha társalapítója
- Justin Wayen Show, Felix Alapítvány
- Corin Bell, igazgató
- Anne Elkins, Felix program
- Smith mama, aki 26 éve tart fenn ingyenkonyhát Oxfordban
- Mohamed Ali, aki önkéntesként Lutonban szeretne ételbankot működtetni
- Chris Wilson és Jamie Crummie, a Fölös kaja nevű alkalmazás létrehozói

## Epizódok
1. rész
2009-ben David Cairns és Robin Aitken azért indította az Oxford Programot (The Oxford Food Bank, azaz az Oxfordi Ételbank programot), mivel megdöbbenve tapasztalták, mennyi ehető, fogyasztásra teljességgel alkalmas étel kerül a szemétbe. Miközben egyre több embernek okoz gondot a napi ételének az előteremtése vagy egyenesen éhezik. A program évente 1 millió font értékű élelmiszert ment meg csak Oxfordban.
A végső cél, hogy az Egyesült Királyság minden városában működjön az általuk megálmodott élelmiszerbank rendszer. Ezért az oxfordi siker után mindjárt a fővárosban próbáltak szerencsét, és Félix Program (The Felix Project) néven beindították a London Programot. Londonban az első bázist a Park Royalban hozták létre.
A legfontosabb különbség más hasonló szervezetekkel, hogy ők nem csak száraz illetve konzerv élelmiszerekkel, hanem friss  zöldséggel, gyümölccsel is foglalkoznak, ami persze nagyobb odafigyelést és szervezést igényel.
Néhány meghökkentő adat a pazarlásról: Nagy-Britanniában évi 10 millió tonna étel kerül a szemétbe. Ebből 145 ezer embert lehetne egész életében ellátni. A brit háztartások évente 12,5 millió font értékű élelmiszert dobnak ki. A kutatások szerint a magánháztartások által kidobott ételek fele fogyasztható. Eközben az irigylésre méltóan gazdag országban emberek milliónak okoz napi gondot hogy elegendő élelme legyen. A szegények, hajléktalanok, hátrányos helyzetű, sokszor rokkant vagy fogyatékos, a munkaerőpiacról kiszorult emberek és mások tartoznak ebbe a társadalmi körbe.
A zöldségek és gyümölcsök akár 40%-a is veszendőbe megy még az üzletbe érkezés előtt. Az ételpazarlás bűn, ha a világ éhezőinek számát is nézzük.
Az Egyesült Királyságban a boltokban árusított ételeknek van árusíthatósági és fogyaszthatósági dátuma. Az ételbank a két dátum közötti időt használja ki arra, hogy a rászorulókat egészséges élelmiszerekhez, ételhez juttassák. Az ételbank a szupermarketek, nagykereskedők kidobásra szánt készletei és a jótékonysági szervezetek között teremti meg a kapcsolatot.
Fontos, hogy a kereskedők, vagyis az adakozók megértsék, hogy nem esnek el profittól az élelmiszerek átadása miatt.
Az oxfordi Roots a legkiválóbb, hibátlan árukat szállít csak ki a vevőinek. Aminek csak egy kis hibája is van, azt már kidobnák. Ha a jótékonysági szervezetek nem vinnék el ezeket, akkor évente 250 ezer font érték menne a szemétbe. A szemét elhelyezéséért is fizetni kell. Úgyhogy mindenki jól jár.
A 2009-ben indult The Oxford Food bank (sic!) sikere a minta. (www.OxfordFoodbank.org) Négy önkéntessel és hat támogatandó szervezettel indultak, ma pedig 120 önkéntessel kb. 4000 embert látnak el.
A szemétbe kerülő élelmiszerek tekintélyes része emberi fogyasztásra is tökéletesen alkalmas. A nagykereskedők, szupermarketek tömegesen selejtezik le és dobják a szemétbe a csomagolási hibás termékeket, szépséghibás árukat vagy az olyan élelmiszereket, amelyek fogyasztási dátuma a közeljövőben jár le, de várhatóan nem kelnek el addig. Néha a téves vagy túlrendelés miatt eladhatatlan termékeket.
Ez gondolkodtatta el Davidéket, hogy szervezzenek Ételbankot, és vegyék rá a kereskedőket, éttermeket, hogy ezeket az élelmiszereket ne dobják a szemétbe, hanem adományozzák a jótékonysági szervezeteknek, akik korlátlan mennyiségben veszik át ezeket és osztják el egymás között, majd osztják ki az ingyenkonyháknak vagy a termékeket közvetlenül a rászorulóknak.
Rendkívül szigorú egészségügyi biztonsági ellenőrzés mellett működnek. Ez vonatkozik magára a raktárakra, illetve az általuk tárolt élelmiszerre, többek között arra is, hogy nincs-e közöttük lejárt élelmiszer.

Kieren szakácstanuló a TRAX iskolájában

A beérkező élelmiszerrel támogatott jótékonysági szervezetek, szociális szervezetek is rendkívül sokfélék. A TRAX, az állami oktatásból kiesett, viselkedési problémákkal küzdő fiatalok iskolája illetve annak konyhája. Az ételeket a szakácstanulók készítik el naponta 30 fő számára. Kieren is itt tanul.
A másik kör a nemzetiségi vagy vallási alapon működő intézmények. Ilyen például a CAIA, az Örmény segélyszervezet. Misak Ohanian a vezetője.
A Sufra nevű segélyszervezet (Sufra Food Bank & Kitchen) ami szintén ételbank is. Nagy figyelmet fordítanak az önsegítő szemléletre. Dot Tiwari társalapító gyümölcsöt gyűjt be. Évente 110 ezer tonna ízletes alma kerül a szemétbe.
Manchesterben egy speciális megoldás született: becsületkasszás Pop-up kávézó. Corin Bell igazgató ismerteti az ötletet.
A Felex projekt jelenlegi legnagyobb problémája az önkéntesek toborzása és a furgonok beszerzése.
Más irányú jótékonysági szervezeteknél az a fő kérdés, hogy hogyan hasznosulnak az adományok, hány százalék megy el a szervezet működtetésére. Az ételbankoknál azonban 1 font támogatásból 15 font támogatás lesz a rászorulóknak.
Michael Millership? egy új furgonra alkudozik a Felix számára, aminek árát 19000 fontra sikerült lealkudnia. Így már három furgonjuk van.
2. rész
Az Egyesült Királyságban az éttermek évente 600 ezer tonna hulladékot termelnek. Jelenleg az előállított ételek 25%-át a szemétbe dobják. Ugyanakkor 4,7 millió olyan ember él az országban, akinek nem minden nap telik ennivalóra.
Más adat szerint 8,4 millió szegény él az országban miközben évente 17 milliárd font értékű élelmiszer megy a szemétbe.
Az ételbank illetve a segélyszervezetek azt az időintervallumot használhatják ki, ami az élelmiszer árusítási határideje és a fogyaszthatósági idő között van.
A jelenleg Oxfordban és Londonban működő ételbank rendszer lassan más városokban is követőkre talál.
A Kár kidobni alkalmazás hirdeti meg az éttermekből zárás után elvihetők megmaradt adagokat, és az alkalmazás kezeli a még elvihető ételek képét és mennyiségét. Jelenleg Brightonban, Leedsben, és Londonban működik. Némileg hasonló az alapja a manchesteri Fölös Kaja nevű szervezetnek.
Az egyoldalú táplálkozás tönkreteszi a szegények, hajléktalanok egészségét. A Felix program ezen is segít.
Smith mama 26 éve tart fenn ingyenkonyhát Oxfordban.
A brondesbury St. Laurence templom 150 éves fennállásának ünnepére készül ebéd. Az ebédre különféle egyházi és világi előkelőségeket várnak akik ugyanazt a menüt kapják majd mint a rászorulók.
A rendszer három fő összetevője az adományozók, az igénylők és az önkéntesek. Nagyon fontosak a megbízható önkéntesek. Ezért a Felix felkérte az Evening Standard-et, hogy írjon cikket erről a kérdésről. A cikk nyomán megoldódni látszik az önkéntesek hiánya is.
3. rész
Két önkéntes az új furgonnal a Cosco lánc raktárába megy. Tudják az alapszabályt, de ekkora bőség láttán mégis túlzásba esnek és túl sokmindent hoznak el az előzetes megbeszélés ellenére. A pékáru és a sütemények nagyon hamar kiszáradnak és fogyaszthatatlanná válnak.
Nagy-Britanniában a kenyérféleségek 30%-a kerül a szemétbe. Az élelmiszer hulladék 70%-a a háztartásokból származik.
Brightonban egy cég mobil alkalmazást, az OLIO-t veti be a pazarlás ellen. Indulása óta mintegy 100 ezer tételt mentett meg attól, hogy a szemétbe kerüljön. Nem csak magánszemélyek, hanem éttermek és más vendéglátó egységek is használják az OLIO-t.
Kormányzati támogatás hiányában sok segélyszervezet már a bezárást fontolgatta, de új lökést kaptak a Felix programtól. Így ugyanis szinte csak a húsért kell pénz kiadniuk az ingyenkonyha fenntartóinak.
A Life nevű szervezet nehéz helyzetű kismamákat illetve várandós nőket segít. Ők hetente csütörtökönként kapják az élelmiszer adományokat az Oxford Ételbanktól. Kapnak bébiételeket sőt néha virágot is.
A brit háztartások évente 12,5 milliárd font értékű élelmiszert dobnak ki. A kenyér pazarlás is óriási. Naponta 24 millió szelet kenyér megy a szemétbe. Sok szendvicsbárban nem használják fel a fenyérvégeket, de ezen kívül is sok kenyér megy veszendőbe. Egy vállalkozás, az Essex Street Brewery belga mintára ókori babilóniai recept alapján a maradék kenyérből kézműves sört készít. Ez a Toast nevű világos sör. Az alapanyag kb. 30%-át váltja ki az összegyűjtött, egyébként kidobásra kerülő kenyér. Így egy korsó sörhöz egy szelet kenyér kerül felhasználásra. A sört a Temple Brew House-ban csapolják. Az ebből származó bevétel is segélyszervezethez megy.
4. rész
A londoni ételmentő program a Felix Project. Nagy-Britanniában európai szinten rekord évi 10 millió tonna élelem megy a szemétbe. 145 ezer embert lehetne egész életében ellátni. Közben több millió brit állampolgárnak okoz gondot hogy elegendő élelemre tegyen szert.
A Felix program (www.TheFelixProject.org) munkája a támogatói oldal felkutatásával kezdődik. Nyugat-London után keletre is terjeszkedik. Éppen hatalmas mennyiségű spagettit kapnak az egyik áruházlánctól.
A Restore kávézó pszichés megbetegedésben szenvedőket foglalkoztat. Az ételek szinte teljes mértékben az Oxford ételbanktól kapott alapanyagokból készülnek. A vendégek annyit fizetnek amennyit akarnak.
A London program munkatársai a New Spitalfields-i nagybani piacon néznek körül és sikerül megállapodni a egyik nagykereskedővel, a Kong Ming vállalat vezetőjével.
A The Real Junk Food Project a megmentett élelmiszereket a raktárából teszi közvetlenül hozzáférhetővé a rászorulóknak.
Az Egyesült Királyságban az élelmiszerekhez három határdátumot kell rendelni:
- Use by – Szavatossági idő – ennek lejárta után nem szabad elfogyasztani a terméket még ha hibátlannak is tűnik.
- Best before – Minőségromlási határidő – nem jár kockázattal. A dátum után eltérés lehet a minőségben.
- Sell by / display until – Árusítási/kihelyezhetőségi dátum – ezután a dátum után nem szabad eladni az élelmiszert. Nem lehet kint a bolt polcain.

Az ingyenkonyháknál nagy probléma az adományok fajtaváltozékonysága mellett hogy a rászorulók száma is jelentősen változhat egyik napról a másikra. Az egyiknél például 170-180 fő általában naponta, de pár hete volt hogy 220 rászoruló is betért.
Az éttermekben és hasonló vendéglátó helyeken is hatalmas a pazarlás. Évente fél millió tonna hulladékot termelnek. Külön probléma, hogy ennek többsége főtt illetve sült étel.
A brightoni Silo étterem, pékség és kávéház viszont nulla pazarlásra állt be és még kukájuk sincs. A maradékot ugyanis komposztálják. Az étterem teljes berendezése pedig újrahasznosított anyagokból készült. Állandó slágerük a Silo Saláta, ami zöldségkeverék finom öntettel a más ételek elkészítése közben keletkező maradék, nyesedék zöldségdarabokból.
Brightonban az éttermek elhasznált sütőolajával működik a The Big Lemon busztársaság (www.TheBigLemon.com). Ez is jó példa arra, hogy a pazarlásnak komoly környezetkárosító hatása is van és megszüntetése nemcsak közvetlen gazdasági haszonnal hanem például környezetvédelmi előnyökkel is jár. A társaság begyűjti az elhasznált sütőolajat, amiből egy erre szakosodott cég készít biodízelt.
Nagy-Britanniában a cégeknek fizetniük kell a hulladékkezelésért. Ezért érdekük hogy minél nagyobb hányadától adományként ingyen szabaduljanak meg és ne kelljen borsos árat fizetni a szeméttelepre szállításért és elhelyezésért.
Öt mérföldes körzetben lenne jó adományozókat találni Kelet-Londonban is. A Marks and Spencer és a Coop mellett sikerül megnyerniük a Tesco-t is.
5. rész
A Felix program célkitűzése a terjeszkedés, konkrétan hogy 2017 végére Londonban öt raktáruk legyen.

A Felix Project raktára

Önkéntesek szedik le a „selejtes” (az esztétikai követelményeknek nem megfelelő) almákat egy gyümölcsösben a rászorulók számára. A gyümölcs 20-40% el se jut a boltokba, mert nem felelnek meg az esztétikai követelményeknek. Különös megnyilvánulása a bürokráciának, hogy ezek az esztétikai követelmények még az élelmiszergyárakban azonnali feldolgozásra kerülő gyümölcsökre is érvényesek.
A Felix több tucat (60 állandó és 20 alkalmi) segélyszervezetet lát el. Az oxfordi adatok alapján még legalább 400-ig fejlődhetnek. Ezért a legnagyobb feladat az állandó fogadó segélyszervezetek keresése. Tevékenységük nemcsak a pazarlást csökkentik hanem a szegénységet is.
Jelenleg 370 millió tál ételnek megfelelő mennyiség nem jut el a rászorulókhoz.
Lutonban Mohamed Ali kezdi el megvalósítani az egyszemélyes Oxford modellt. Ali ugyanazokkal a problémákkal szembesül mint korábban David és Robin Oxfordban: a segélyszervezetek úgy gondolkodnak, hogy a dolog túl szép ahhoz hogy igaz legyen. Illetve nehéz valóban biztosítani a folyamatos ellátást. Az adományozókat és fogadókat felkutatni.
A Felix program alapítványának vezetője, Justin Wayen Show érkezik látogatóba a központba. Justin az agyvelőgyulladásban elhunyt 14 éves fia, Felix emlékére hozta létre az alapítványt. A Felix fél év alatt egyfős kezdeményezésből 117 fős csapattá vált amelyből 114-en önkéntesek. 50-60 tonna élelmet szállítanak ki kb. 40 szervezet számára.